# Kanton Cahors-Nord-Ouest
Der Kanton Cahors-Nord-Ouest war bis 2015 ein französischer französischer Wahlkreis im Arrondissement Cahors, im Département Lot und in der Region Midi-Pyrénées; sein Hauptort war Cahors. Vertreter im Generalrat des Départements war von 1979 bis 2011 Marc Baldy (PS). Ihm folgte Serge Munté (ebenfalls PS) nach. 

## Gemeinden
Der Kanton umfasste Wahlberechtigte drei Gemeinden und einen Teil der Stadt Cahors (angegeben ist die Gesamteinwohnerzahl, im Kanton lebten etwa 7.000 Einwohner der Stadt):
| Gemeinde | Einwohner Jahr | Fläche km² | Bevölkerungsdichte | Code INSEE | Postleitzahl |
| -------- | -------------- | ---------- | ------------------ | ---------- | ------------ |
| Cahors   | 19.616 (2013)  | –          | – Einw./km²        | 46042      | 46090        |
| Espère   | 993 (2013)     | 6,31       | 157 Einw./km²      | 46095      | 46090        |
| Mercuès  | 1020 (2013)    | 7,24       | 141 Einw./km²      | 46191      | 46090        |
| Pradines | 3474 (2013)    | 16,49      | 211 Einw./km²      | 46224      | 46090        |